# Ponsoonops
Genre
Ponsoonops est un genre d'araignées aranéomorphes de la famille des Oonopidae.

## Distribution
Les espèces de ce genre se rencontrent en Amérique centrale, dans le Nord de l'Amérique du Sud et aux Antilles.

## Liste des espèces
Selon World Spider Catalog (version 15.0, 2014) :
- Ponsoonops bilzae Bolzern, 2014
- Ponsoonops bollo Bolzern, 2014
- Ponsoonops boquete Bolzern, 2014
- Ponsoonops coiba Bolzern, 2014
- Ponsoonops duenas Bolzern, 2014
- Ponsoonops fanselix Bolzern, 2014
- Ponsoonops frio Bolzern, 2014
- Ponsoonops hamus Bolzern, 2014
- Ponsoonops lavega Bolzern, 2014
- Ponsoonops lerida Bolzern, 2014
- Ponsoonops lucha Bolzern, 2014
- Ponsoonops micans (Simon, 1893)
- Ponsoonops mirante Bolzern, 2014
- Ponsoonops pansedro Bolzern, 2014
- Ponsoonops panto Bolzern, 2014
- Ponsoonops salimsa Bolzern, 2014
- Ponsoonops samadam Bolzern, 2014
- Ponsoonops sanvito Bolzern, 2014
- Ponsoonops tacana Bolzern, 2014
- Ponsoonops viejo Bolzern, 2014
- Ponsoonops vuena Bolzern, 2014
- Ponsoonops yumuri Bolzern, 2014

## Publication originale
- Bolzern, 2014 : The Neotropical goblin spiders of the new genera Ponsoonops and Bipoonops (Araneae, Oonopidae). American Museum Novitates, no 3803, p. 1-70.